# RADIO SWITCH
『RADIO SWITCH』（レディオ・スイッチ）は、2018年10月6日から2020年9月27日（26日深夜）までJ-WAVEで放送されていたラジオ番組。

## 概要
スイッチ・パブリッシングとのコラボレーションにより企画・制作された土曜深夜のラジオ番組。内容は同社発行のカルチャーマガジン『SWITCH』、旅の雑誌『Coyote』、文芸誌『MONKEY』と連動したものになっており、ゲストもこの3誌に登場する著名人たちの中から選ばれていた。
毎月第4週に放送されるレギュラー企画として、ピーター・バラカンがナビゲーターを務める音楽企画『BARAKAN SWITCH』があった。当初は奇数月の第4週のみに放送の隔月企画であったが、後に毎月行われるようになった。

## 放送時間
以下の時間はすべて日本標準時に基づく。
- 土曜 23:00 - 日曜 0:00（2018年10月6日 - 2020年3月28日）
- 日曜 0:00 - 1:00 = 土曜 24:00 - 25:00（2020年4月5日 - 2020年9月27日）